# Élections fédérales australiennes de 2007
Des élections fédérales se tiennent le 24 novembre 2007 en Australie afin d'élire les 150 sièges de la Chambre des représentants et 40 des 76 sièges du Sénat. Ces élections initient la 42e législature du Parlement d'Australie.
Ces élections voient la défaite des conservateurs menés par le Premier ministre sortant John Howard et la victoire du Parti travailliste conduit par Kevin Rudd, après onze ans de domination des conservateurs.

## Système électoral
Les élections fédérales en Australie, qui connaît le système du bicaméralisme, concernent la Chambre des Représentants, composée de 150 membres, un élu par circonscription géographique et le Sénat, composé de 76 sénateurs, élus à la représentation proportionnelle. Le parti ou la coalition ayant la majorité de Représentants forme le gouvernement. Chaque État australien (il y en a six) élit douze sénateurs - six sont élus à chaque élection qui n'est pas à « double dissolution » - et les deux territoires en élisent deux à chaque élection. Le gouvernement ne possède que rarement une majorité au Sénat avec un tel système qui permet aux petits partis d'obtenir une représentation plus conforme à leur importance réelle dans le pays qu'à la chambre des Représentants. Cependant, John Howard pouvait compter sur 39 des 76 sénateurs dès 2004. Les Verts et les Démocrates ont en conséquence mené campagne, pour restaurer ce rôle traditionnel du Sénat.

## Enjeux
La modification des circonscriptions électorales et la démographie donnaient un intérêt particulier à cette élection dans les fiefs de deux ministres sortants, à Bennelong, celui de John Howard, et à Wentworth, tenu par le ministre de l'environnement, Malcolm Turnbull, où il aurait suffi aux travaillistes de gagner 2,5 % des suffrages pour l’emporter. Les candidats du parti travailliste (ALP), la journaliste Maxine McKew et l'avocat et maire George Newhouse, étaient assez populaires et pouvaient gagner en s'assurant les voix des Verts. Wentworth, en particulier, a connu une campagne difficile, du fait qu’en Tasmanie le ministre de la construction a approuvé la construction d'une usine de pâte à papier, très contestée pour ses effets écologiques et économiques.

## Campagne
La Coalition s'est lancée dans la campagne en annonçant des réductions d'impôts et en soulignant sa réussite sur le plan des économies budgétaires. L'ALP, a répliqué par des taux d'impositions similaires, agrémentés d'allocations pour les familles et l'éducation.
Le seul débat entre Howard et Rudd a été suivi par plus de 2 millions de téléspectateurs. Parmi les sujets politiques débattus on peut citer le changement climatique, l'économie et la guerre en Irak, que soutient Howard mais qui ne trouve plus grâce aux yeux de l'ALP.
Selon les derniers sondages la coalition sortante dirigée par le premier ministre John Howard, chef de file de la 'Coalition' des partis de droite, les Libéraux (en anglais : The Liberal Party) et les conservateurs ruraux (The Nationals), était susceptible d'être battue par le Parti travailliste australien (Australian Labor Party ou ALP) dirigé par Kevin Rudd. Les Verts australiens (Australian Greens, ou plus simplement The Greens), alliés aux Démocrates, espéraient remporter davantage de sièges au Sénat ; les Conservateurs chrétiens (Family First) et l'indépendant populiste Nick Xenophon (en) d'Australie-Méridionale se battaient pour les sièges du centre de la « Chambre rouge » (Red Chamber le Sénat), susceptibles d'arbitrer le combat gauche-droite.

## Résultats détaillés
Les résultats affichés ci-dessous sont des résultats partiels : 
|                | Australian Labor Party      | 5 388 184  | 43 38 | +5,74 | 83  | +23 |
|                | Liberal Party of Australia  | 4 546 600  | 36 60 | –4,22 | 55  | –20 |
|                | Australian Greens           | 967 789    | 7,79  | +0,60 | 0   | 0   |
|                | National Party of Australia | 682 424    | 5,49  | –0,40 | 10  | –2  |
|                | Family First Party          | 246 798    | 1,99  | –0,02 | 0   | 0   |
|                | Australian Democrats        | 89 813     | 0,72  | –0,51 | 0   | 0   |
|                | Indépendants                | 276 370    | 2,23  | –0,27 | 2   | –1  |
|                | Autres                      | 222 004    | 1,79  | +0,25 | 0   | 0   |
|                | Total                       | 12 419 863 |       |       | 150 |     |
| Deuxième choix |                             |            |       |       |     |     |
|                | Australian Labor Party      | 6 545 814  | 52,70 | +5,44 | 83  | +23 |
|                | Liberal/National coalition  | 5 874 178  | 47,30 | –5,44 | 65  | –22 |

|  | Parti                          | Votes      | %     | Swing | Nombre de sièges prévu | Seats Held |
|  | ------------------------------ | ---------- | ----- | ----- | ---------------------- | ---------- |
|  | Australian Labor Party         | 5 101 200  | 40,30 | +5,28 | 18                     | 32         |
|  | Liste commune Libéral/National | 5 055 095  | 39,94 | –5,15 | 18                     | 37         |
|  | Australian Greens              | 1 144 751  | 9,04  | +1,38 | 3                      | 5          |
|  | Family First Party             | 204 788    | 1,62  | –0,14 | 0                      | 1          |
|  | Australian Democrats           | 162 975    | 1,29  | –0,80 | 0                      | 0          |
|  | Indépendants                   | 174 458    | 1,38  | –0,13 | 1                      | 1          |
|  | Autres                         | 813 538    | 6,43  | –0,44 | 0                      | 0          |
|  | Total                          | 12 656 805 |       |       | 40                     | 76         |